# Château de Laurens Castelet
Le château de Laurens-Castelet est une propriété foncière située sur la commune de Benquet, dans le département français des Landes.

## Présentation
Le château de Laurens-Castelet est situé avenue du Marsan, entre le bourg de Benquet et l'église Saint-Jean-Baptiste.

### Composition
Le château se compose d'un grand salon avec boiseries, petit salon, salle à manger et galerie centrale afin de rejoindre les deux ailes. Dans les étages se trouvent neuf chambres. En dépendance de ce château se trouve un bâtiment appelé « le garage » ayant servi de cache à un pilote américain (Maj. Wayne Eveland), dont l'avion a été abattu près d'Arengosse pendant la seconde guerre mondiale. Un cèdre centenaire était visible sur le domaine jusque dans les années 2000 avant que les tempêtes aient raison de lui.

### Historique
Après une carrière militaire, le marquis de Cornulier, né à Paris en 1789 et issu d'une vieille famille Bretonne, s'installe en 1836 à Mont-de-Marsan pour se consacrer à de nouvelles activités, mêlant développement agricole et industriel du département. Dans les Landes, il reçoit le surnom d'« ami des pauvres » en reconnaissance de ses actes de philanthropie.
Le 19 juillet 1855, il fait l'acquisition aux enchères du tribunal de Mont-de-Marsan du domaine de Benquet provenant de la succession de Joseph Dominique Papin, comte de Saint-Christau et maire de Benquet de 1835 à 1841, incluant 37 métairies et 3 moulins, répartis entre Benquet, Haut-Mauco, Bas-Mauco, Aurice, Saint-Sever (Sainte-Eulalie) et Montgaillard et le château vieux situé au sud du bourg de Benquet, figurant sur le cadastre de 1843 et menaçant ruine.
Après l'achat du domaine de Benquet, le marquis fait bâtir une belle demeure au lieu-dit Dortez au nord du bourg. Cette demeure d'origine constitue l'aile gauche du château actuel, qui s'agrandira par extensions successives.
Au décès du marquis de Cornulier en 1862, sa veuve se retire dans sa demeure à Benquet jusqu'au 26 août 1867, date de son décès dans la commune. La fille cadette du marquis et de la marquise de Cornulier, Marie Camille Herminie (8 juillet 1838 à Mont-de-Marsan - 23 novembre 1902 dans cette même ville), devenue comtesse de Lonjon par son mariage le 11 janvier 1857 avec Joseph Victor de Lonjon (né à Mont-de-Marsan le 30 octobre 1834, maire de Benquet de 1871 à 1876 et décédé à Benquet le 20 avril 1881 à 46 ans) est l'héritière au décès de son père de la demeure de Benquet ainsi que de 27 métairies et 2 moulins. La comtesse de Lonjon offre un terrain et met ses carrières de sable à disposition pour permettre la construction de l'église Saint-Jean-Baptiste de Benquet entre 1885 et 1888.
La fille aînée du comte et de la comtesse de Lonjon, Yvonne de Lonjon (née à Mont-de-Marsan le 15 mai 1858 - 3 septembre 1943), épouse le 29 avril 1879 Charles Maurice de Laurens-Castelet (30 octobre 1850 - 20 décembre 1920), maire de Benquet de 1908 à 1920. Leur fils Joseph de Laurens Castelet (né à Benquet le 13 décembre 1882 - 18 juin 1935) et maire de Benquet de 1920 à 1935, devient propriétaire du château de Benquet, seul domaine landais ayant appartenu au marquis de Cornulier, et restant aux mains d'un de ses descendants. Il fait ramener les corps de ses arrière-grands-parents, le marquis et de la marquise de Cornulier, dans le cimetière de Benquet. A cet effet, il fait construire un tombeau avec de la pierre venue de Bretagne.
Le château reste la propriété de la famille de Laurens-Castelet jusqu'en 1996, date à laquelle il est cédé à un particulier. Il est de nos jours privé et n'est pas ouvert à la visite.

## Galerie
Photos anciennes

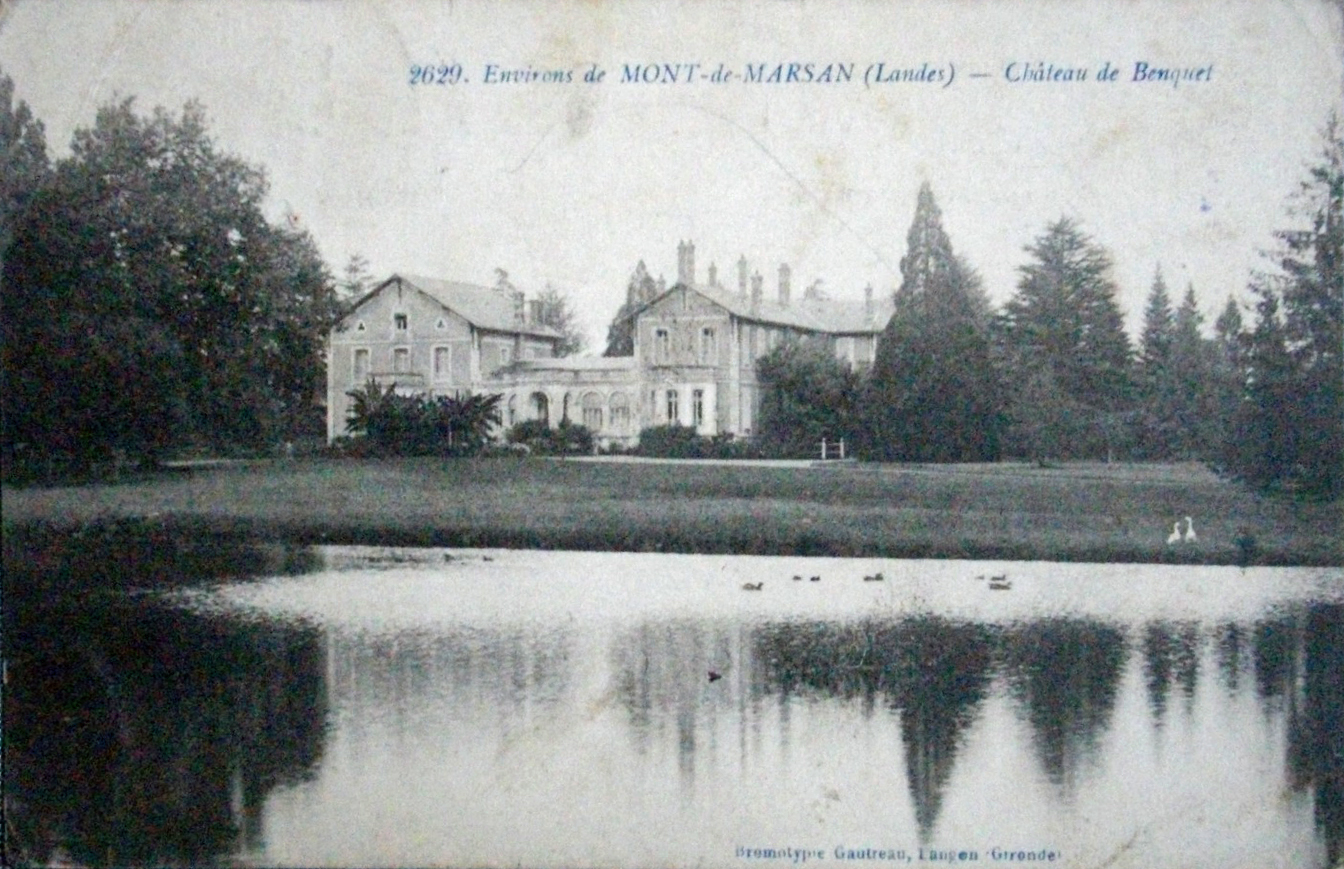
Photo ancienne du château
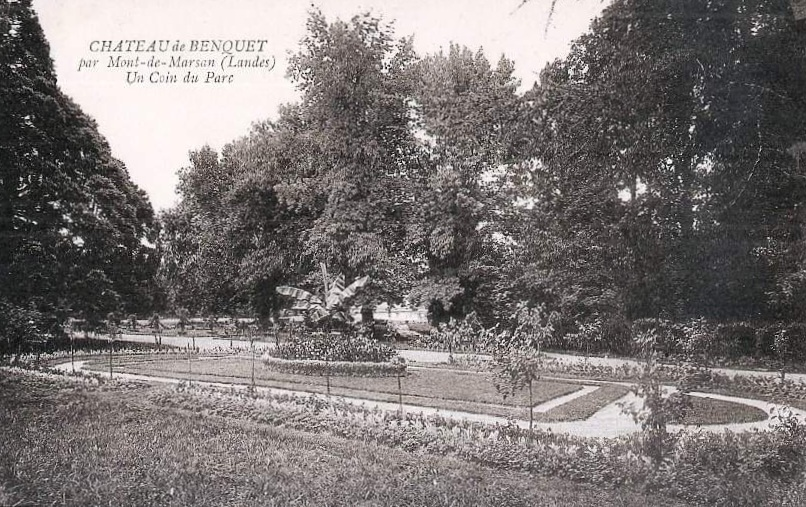
Photo ancienne du parc du château

Cimetière

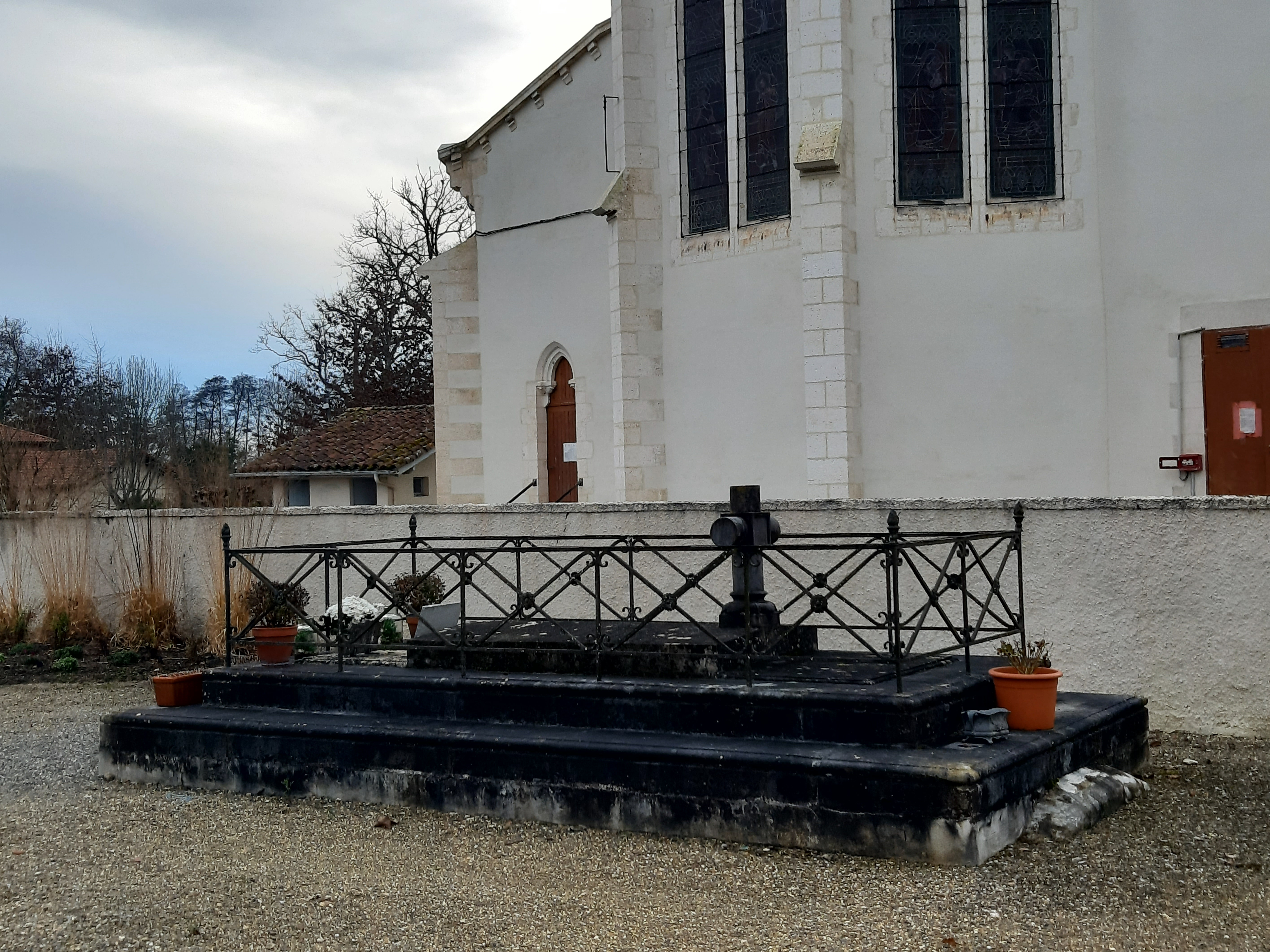
Tombe du marquis et de la marquise de Cornulier, dans le cimetière de Benquet. Fait en granit de Bretagne, il serait la réplique de celui de l'écrivain Chateaubriand
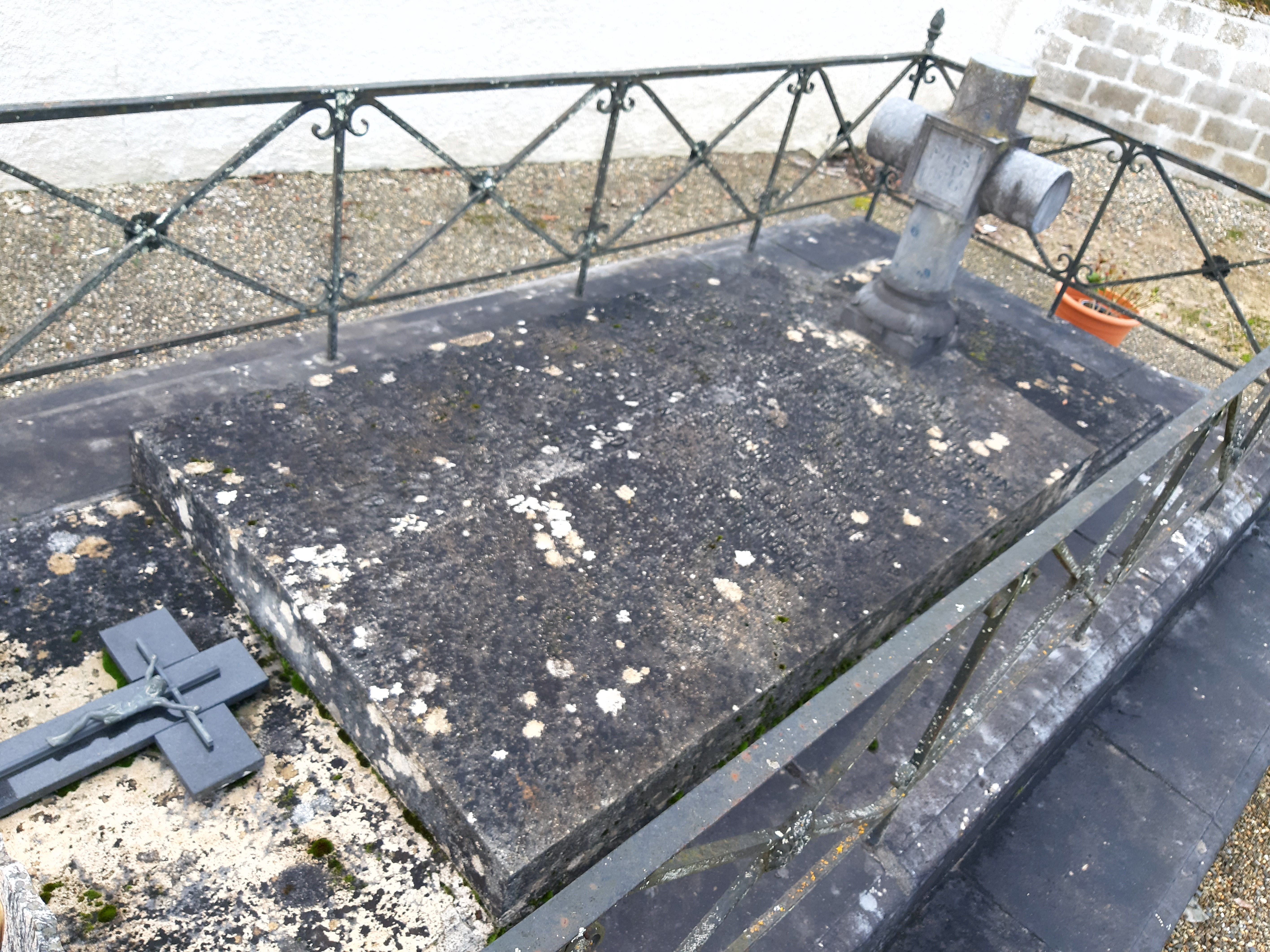
Sont également inhumés à cet endroit leur petite-fille Yvonne de Lonjon (15 mai 1858 - 3 septembre 1943), son mari Charles Maurice, vicomte de Laurens-Castelet, (30 octobre 1850 - 20 décembre 1920), le fils du couple le comte Joseph de Laurens-Castelet, (13 décembre 1882 - 18 juin 1935)